# Paul Conrad (Theologe)

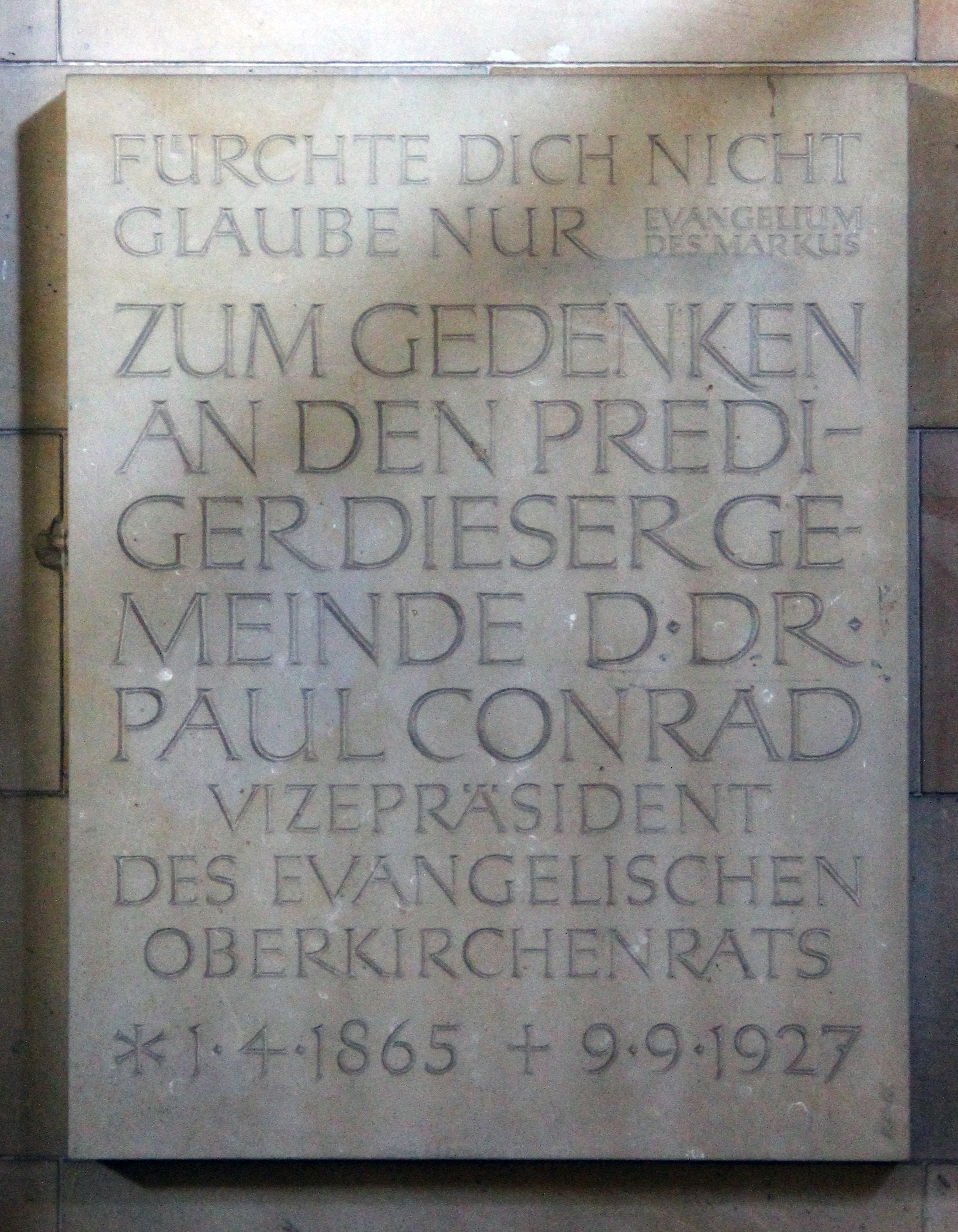
Gedenktafel an der Kaiser-Wilhelm-Gedächtniskirche, Breitscheidplatz, in Berlin-Charlottenburg

Paul Conrad (* 1. April 1865 in Berlin; † 9. September 1927 ebenda) war ein deutscher evangelischer Theologe.

## Leben und Wirken
Conrad besuchte das Joachimsthalsche Gymnasium in Berlin. Das anschließende Studium der Theologie an der Berliner  Friedrich-Wilhelms-Universität schloss er erfolgreich mit der Promotion ab. Am 28. Juni 1898 wurde er zum Pfarrer ordiniert. Zum Berliner Domkandidatenstift kam er im Jahr 1891, wurde dessen Inspektor und gleichzeitig Domhilfsprediger.
Nachfolgend wurden von ihm Pfarrämter an St. Jacobi, ab 1907 erste Pfarrstellen an der Zionskirche und anschließend an der Kaiser-Wilhelm-Gedächtniskirche übernommen.
Sein Wirken wurde durch nachfolgende Ernennungen gewürdigt:
- 1910 Konsistorialrat
- 1912 Mitglied des Evangelischen Oberkirchenrats
- 1925 geistlicher Vizepräsident des evangelischen Oberkirchenrats

Nach der Berufung von Ernst Vits zum Generalsuperintendenten der Neumark und Pfarrer an der Matthäikirche zu Berlin im Jahr 1925 wurde Paul Conrad das Amt des Ephorus des Königlichen Domkandidatenstiftes (Berlin) in Verbindung mit dem des Oberdompredigers zugesprochen. 
Der Kirchensenat der Altpreußischen Union berief Conrad 1926 gemeinsam mit den Theologen, Julius Smend, Karl Eger, Walther Wolff, Brand(t), Wilhelm Zoellner, Wilhelm Haendler und Ulrich Altmann in eine Kommission, die in der Zeit von 1926 bis 1930 eine einheitliche Agende erarbeitete. 1927 übergab er diese Aufgabe an Georg Burghart.
Zum Gedächtnis an Conrad wurde an der Gedenkhalle der Kaiser-Wilhelm-Gedächtniskirche am Breitscheidplatz eine Steintafel angebracht. Sein Grab befindet sich auf dem Luisenfriedhof II.

## Werke
- Das Königliche Domkandidatenstift 1854–1904. Festschrift zum fünfzigjährigen Stiftsjubiläum. Erinnerungsblätter. Warneck, Berlin 1904.
- Evangelische Zeugnisse, Predigten. Martin Warneck, Berlin 1906.
- Sonne und Schild. Sonntagsbetrachtungen über die neuen Eisenacher Evangelien. Schriftenvertriebsanstalt G.m.b.H., Berlin 1916 (162 S.)
- Dennoch Gott zum Trost! – Sonntagsbetrachtungen. Christlicher Zeitschriftenverein, Berlin 1919.
- Der alte Gott lebt noch. Tägliche Andachten. Verlag von Martin Warneck, Berlin  1919 (394 S.)
- Folge mir nach! Evangelische Zeugnisse. Berlin: Verlag der Schriftenvertriebsanstalt Berlin 1925 (216 S.)
- Dennoch! – Tägliche Andachten. Martin Warneck, Berlin 1935 (386 S.) http://dlibra.bmino.pl/dlibra/docmetadata?id=324108288&from=pubstats
- Denkerworte sind Lebenswerte. Paul Conrads Sentenzensammlung. 1. Ausgabe, Martin Warneck, Berlin 1938 (300 S.)